# Gli attendenti
Gli attendenti è un film del 1961 diretto da Giorgio Bianchi.

## Trama
In una palazzina vicino alla caserma abitano alcuni ufficiali con le loro famiglie e cinque militari appena assegnati al reparto vengono destinati al loro servizio come attendenti. De Acutis, nella vita professore universitario di tendenze pacifiste, viene assegnato al Colonnello Terenzi, ma ben presto s'innamora della figlia del colonnello a riposo Bitossi; Donati, un ragazzo timido, accompagnato dalla madre, una vedova piacente, va dal Maggiore Penna, che finirà con lo sposare la madre dell'attendente; Santo, che è partito la mattina stessa del matrimonio, va dal Tenente Ronchi ma colloca la sposina a servizio nella famiglia del Colonnello Bitossi, per averla almeno vicina; Domenico, sprovveduto ragazzotto di campagna, va dal Tenente Valentini, sposo novello; Antonio, che nella vita civile fa il ballerino, ha una relazione sentimentale con Lauretta, attrice di varietà, e una sera in cui si prende la libertà di invitarla in casa del suo superiore, il tenente Martucci, approfittando della sua assenza, per un rinvio della partenza succede che l'ufficiale si incontra con Lauretta: dall'equivoco nasce la gelosia di Antonio che si decide a sposare la fidanzata. Anche De Acutis riuscirà a sposare la figlia del Colonnello Bitossi e Santo potrà godersi la luna di miele bruscamente interrotta durante la lunga licenza che gli viene concessa.